# امامزاده سید ابوصالح
امامزاده سید ابوصالح مربوط به دوره قاجار است و در شهرستان قائم شهر، بخش مرکزی، روستای مله واقع شده و این اثر در تاریخ ۱۰ بهمن ۱۳۸۳ با شمارهٔ ثبت ۱۱۳۳۹ به‌عنوان یکی از آثار ملی ایران به ثبت رسیده است.
گفته می‌شود ساختمان این امامزاده در دوران قاجاریه انجام شده است. این محل مزار سید ابوصالح از نوادگان امام  موسی بن جعفر (ع) است.